# Бойко Геннадій Романович
Бойко Геннадій Романович (нар. 3 березня 1974) — український плавець, майстер спорту України міжнародного класу. Чемпіон літніх Паралімпійських ігор 2012 року в Лондоні та дворазовий чемпіон літніх Паралімпійських ігор 2016 року в Ріо-де-Жанейро.
Займається у секції плавання Миколаївського обласного центру «Інваспорт».
Користується інвалідним візком.

## Біографія

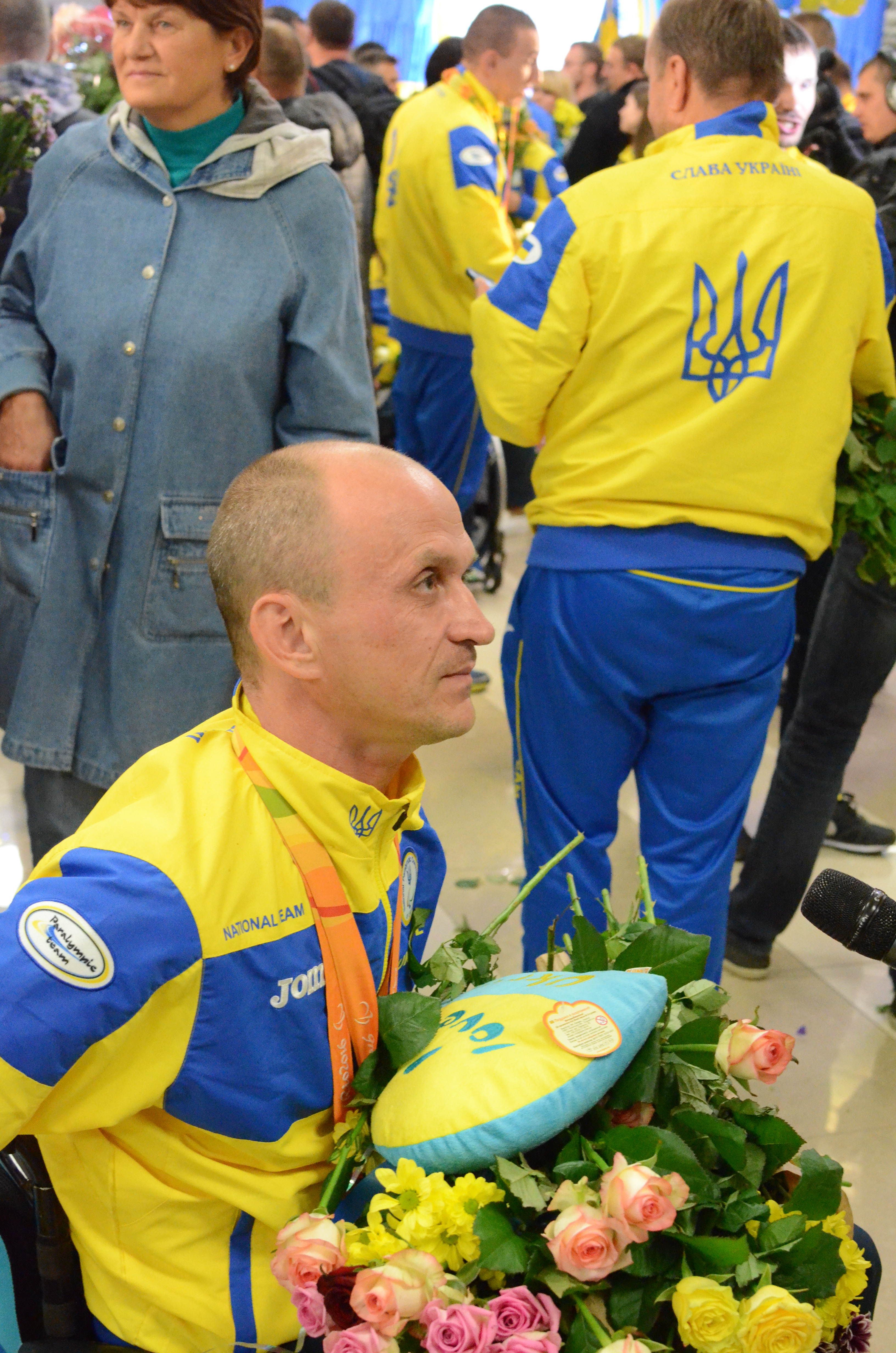

Геннадій Бойко мав захворювання з дитинства, але травма, отримана у 25-річному віці остаточно «посадила» його в інвалідний візок. Гроші на складну операцію знайшлись лише через 10 років. Реабілітацію проходив наступного року в Національному центрі паралімпійської і дефлімпійської підготовки і реабілітації інвалідів в Євпаторії. Тренер центру побачив у ньому хороші задатки і порадив звернутися до тренерів Тетяни Анатоліївни і Миколи Семеновича Ільїних, які виховали багато чемпіонів. Геннадію, якому на той момент вже виповнилося 36 років, говорили що він вже старий для спорту, але це його не зупинило. Тренерам він сподобався, і Геннадій почав тренуватись в плавбасейні «Водолій». Щоб дістатись з 12-ї Поздовжньої вулиці на Новому Водопої, де жив Геннадій до «Водолія», що розташований у Вітовці, інваліду-колясочнику доводилося вставати о 5 годині ранку, щоб встигнути за допомогою водія сісти в транспортний засіб, поки немає пасажирів. І так — два рази на день, щоб потрапити ще й на вечірнє тренування. Все робив без сторонньої допомоги, тому що живе з мамою, яка і сама з паличкою пересувається. Не зупиняв спортсмена навіть ліфт, коли переставав працювати, він спускався з 8-го поверху по сходах, тримаючись однією рукою за поручні, а в другій ніс коляску.
Результат від самовідданої роботи з'явився вже наступного року, коли Геннадій на Кубку України-2011 здобув 4 золоті нагороди на дистанціях 50 і 100 м на спині, та на класифікації в англійському Шеффілді — 2 золотих і срібну медалі. А вже наступного року в травні після чемпіонату України-2012 новачок в спорті став членом національної паралімпійської збірної України і отримав право на участь в XIV Паралімпійських іграх 2012 року в Лондоні.

## Виступи на Паралімпійських іграх
На літніх Паралімпійських іграх 2012 року 38-річний плавець не просто завоював золоту медаль у плаванні 50 м на спині в класі S1, але й встановив новий світовий рекорд.
Через чотири роки 42-річний Геннадій Бойко знову поїхав на XV Паралімпійські ігри 2016 року в Ріо-де-Жанейро і додав до скарбнички збірної України аж дві золоті нагороди — на дистанціях 50 м і 100 м на спині в класі S1, причому знову переміг з новим світовим рекордом, цього разу на стометрівці.

## Виступи на інших змаганнях
Чемпіон світу 2013 року.
Чемпіон Європи 2014 року.
Дворазовий чемпіон світу 2015 року.
Триразовий чемпіон  світу 2016 року (200 м вільним стилем, 50 м на спині, 100 м на спині).

## Визнання

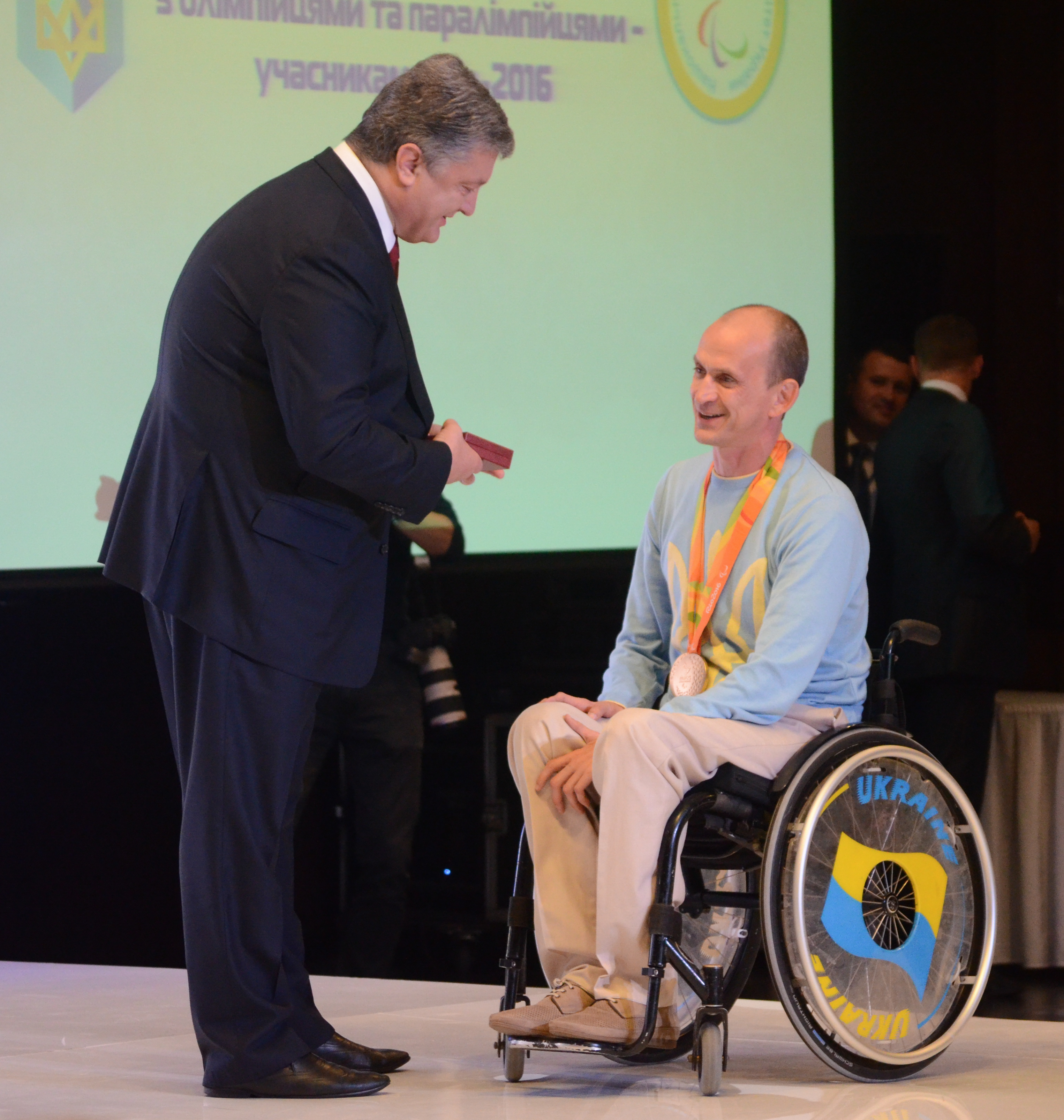
Геннадій Бойко отримує Орден «За заслуги» II ст.

- Орден «За заслуги» II ст. (4 жовтня 2016) — За досягнення високих спортивних результатів на XV літніх Паралімпійських іграх 2016 року в місті Ріо-де-Жанейро (Федеративна Республіка Бразилія), виявлені мужність, самовідданість та волю до перемоги, утвердження міжнародного авторитету України[2]
- Орден «За заслуги» III ст. (17 вересня 2012) — за досягнення високих спортивних результатів на XIV літніх Паралімпійських іграх у Лондоні, виявлені мужність, самовідданість та волю до перемоги, піднесення міжнародного авторитету України[3]

У 2013 році удостоєний звання «Городянин року» в номінації «Фізкультура і спорт».